# Dramaga (plaats)
Dramaga is een bestuurslaag in het regentschap Bogor van de provincie West-Java, Indonesië. Dramaga telt 12.348 inwoners (volkstelling 2010).